# Mars 1943
Les événements concernant la Seconde Guerre mondiale sont détaillés dans l'article Mars 1943 (Seconde Guerre mondiale).

## Événements
- 1er mars :
  - France : la ligne de démarcation est supprimée pour les « citoyens à part entière ».
  - Juan José de Amézaga, président de l’Uruguay (fin en 1947).
  - « Déclaration des Dolomites », concédant aux partisans communistes le rôle dirigeant au sein de la résistance slovène. Les Partisans étendent leurs opérations militaires en Yougoslavie, constituant une armée de plus de 100 000 soldats et prenant le contrôle de plus de 100 000 km2 de zones libérées.

- 2 - 4 mars : victoire décisive alliée à la bataille des îles Komandorski.

- 4 mars : convoi no 50 du camp de Drancy vers Majdanek.

- 5 mars : premier vol du prototype de chasseur à réaction Gloster Meteor.

- 5 - 6 mars : victoire américaine à la bataille du détroit de Blackett.

- 6 mars : échec de l'opération Capri, contre-attaque allemande en Tunisie.

- 8 au 28 mars : bombardements aériens alliés sur Rennes et Rouen.

- 9 mars : Rommel est rappelé en Allemagne. Le général von Arnim lui succède à la tête de l’Afrikakorps.

- 10 mars : bataille de Ksar Ghilane en Tunisie.

- 13 mars :
  - Le ghetto de Cracovie est rasé.
  - Le sous-marin italien Leonardo Da Vinci de la classe Marconi coule le paquebot Empress of Canada au large de Freetown en Sierra Leone, 392 morts.

- 16 mars : en Haute-Savoie, où les maquis se renforcent avec l’arrivée de réfractaires au STO, l’état de siège est proclamé.

- 18 mars :
  - Le général Giraud abolit la législation de Vichy en Algérie.
  - La Guyane rejoint le Commandement en chef français civil et militaire d'Henri Giraud.

- 23 mars : bataille d'El Guettar en Tunisie.

- 26 mars : Pierre Brossolette crée un Comité de coordination des mouvements de résistance de zone Nord.

- 27 mars : bataille des îles Komandorski.

- 28 mars : retour de Jean Moulin en France.

- 30 mars : le gouvernement nationaliste égyptien de Nahhas Pacha saisit l’occasion et invite les gouvernements arabes à envoyer au Caire des représentants pour discuter de la question de l’unité arabe. Les Britanniques interdisent toutefois la venue de délégués de Palestine et d’Afrique du Nord. L’Arabie saoudite se montre hésitante. On discute de la création d’un État « grand syrien » mais les représentants libanais s’y opposent. La délégation syrienne propose de faire de Damas le garant du Pacte national de 1943. Ces consultations aboutissent au projet de réunion d’un congrès préparatoire pour discuter de la forme que prendra l’unité Arabe. Sur l’insistance de l’Arabie saoudite et du Liban, il est convenu que cette unité ne pourra être qu’une association d’États indépendants. L’Égypte est favorable à cette formule.

## Naissances
- 7 mars : Carolyn Carlson, danseuse et chorégraphe américaine.
- 9 mars : Bobby Fischer, joueur d'échecs américain.
- 11 mars : Julieta Dobles, poétesse costaricienne.
- 12 mars : Christean Wagner, homme politique allemand († 5 juillet 2025).
- 15 mars : David Cronenberg, réalisateur et scénariste.
- 19 mars : Mario J. Molina, chimiste mexicain, prix Nobel de chimie en 1995 († 7 octobre 2020).
- 20 mars : Danièle Gilbert, animatrice télé française.
- 21 mars : Brian Mackenzie, pair et policier britannique.
- 25 mars :
  - Loyola Hearn, homme politique.
  - Paul Michael Glaser, acteur américain.
- 27 mars : Lorraine Michael, chef du Nouveau Parti démocratique de Terre-Neuve-et-Labrador.
- 28 mars : Roland Dorfeuille, également appelé « Pyram », est un acteur haïtien.
- 29 mars : 
  - Eric Idle, acteur anglais, ancien membre des Monty Python.
  - Vangelis, musicien et compositeur grec de musique électronique, d'ambiance, jazz, pop rock et d'orchestre († 17 mai 2022).
- 31 mars : Christopher Walken, acteur américain.

## Décès
- 9 mars :
  - Otto Freundlich, sculpteur et peintre allemand (° 10 juillet 1878).
  - Oswald Wirth, écrivain suisse.
- 23 mars : Exécution à Paris de 4 commandos de l'opération Frankton : le lieutenant John MacKinnon, le marine James Conway, le caporal Albert Frédéric Laver et le marine W.N. Mills
- 28 mars : Sergueï Rachmaninov, compositeur et pianiste russe (° 1873).